# Cantonul Dole-Sud-Ouest
Cantonul Dole-Sud-Ouest este un canton din arondismentul Dole, departamentul Jura, regiunea Franche-Comté, Franța.

## Comune
- Abergement-la-Ronce
- Choisey
- Crissey
- Damparis
- Dole (parțial, reședință)
- Gevry
- Nevy-lès-Dole
- Parcey